# Mercedes-Benz
Mercedes-Benz, veelal afgekort tot Mercedes, is een automerk uit Duitsland. Het ontstond in 1926 na de fusie tussen de firma's Daimler Motoren Gesellschaft van Gottlieb Daimler en Benz & Cie. van Carl Benz tot Daimler-Benz AG. 
Onder het merk Mercedes-Benz worden personenauto's en -busjes, bestelwagens, bussen, vrachtwagens en vliegtuigen geproduceerd. Daarnaast is Mercedes-Benz eigenaar van onder meer Maybach en Smart. Tevens is het grootaandeelhouder van het in seizoen 2010 nieuwe Formule 1-team Mercedes AMG Petronas Formula One Team sinds op 16 november 2009 in samenwerking met Aabar Investments een belang van 75,1 procent (waarvan 25,1 procent in handen van Mercedes-Benz) gekocht werd in het Brawn GP-team.
Mercedes-Benz levert in 2021 F1-motoren aan Williams F1, Aston Martin Cognizant F1 Team, McLaren F1 en hun eigen team Mercedes AMG Petronas Formula One Team.

## Geschiedenis van het merk

### Benz
Benz was het merk waaronder Carl Benz auto's bouwde. Benz was de eerste autoproducent ter wereld en bouwde zijn eerste voertuig al in 1885. Hij patenteerde zijn motorwagen in 1886 en deed zijn eerste officiële proefrit door Mannheim in juli van dat jaar.
Benz' vrouw Bertha was wellicht de eerste persoon ter wereld die een echt autoritje maakte (samen met haar kinderen), toen ze van Mannheim naar Pforzheim (een afstand van 100 km) reed in 1888. Er zijn mensen die beweren dat dit ritje ervoor zorgde dat de auto zich bewees. Vrouw Bertha was een vindingrijke vrouw en dat was nodig ook, want de eerste auto was niet zonder problemen te besturen. Ze moest in het holst van de nacht op zoek naar benzine en vond een apotheek in Wiesloch, die aldus het eerste "benzinepompstation" ter wereld werd. De wagen had namelijk geen benzinetank. Benz' familie steunde hem in zijn koppige streven om benzinemotoren te verkopen.

### Mercedes
Mercedes was sinds 1902 het merk waaronder Daimler, een Duits automerk, opgericht door Gottlieb Daimler, auto's verkocht. De naam hiervan is geïnspireerd door Mercédès Jellinek, de dochter van de Oostenrijks-Hongaarse consul Emil Jellinek, een van de eerste grote klanten van DMG die in 1900 zesendertig auto's bestelde met een gezamenlijke waarde van 550.000 Duitse mark.

## Logo

Beeldmerk

De driepuntige ster die Mercedes als beeldmerk voerde is in 1909 als zodanig gedeponeerd en siert sinds 1910 bij veel (maar niet alle) Mercedessen de radiateur. Van de drie punten in de ster wordt gezegd dat zij een verwijzing zijn naar het feit dat het de bedoeling was van Gotlieb Daimler motoren te bouwen voor gebruik te land, ter zee en in de lucht.
Toen in 1926 de firma's Daimler-Motoren-Gesellschaft en Benz & Cie. fuseerden tot Daimler-Benz AG besloten zij het merk Mercedes-Benz te gaan voeren, en werd het logo geschapen van de ster van Mercedes omringd door de lauwerkrans van Benz, waarbinnen de namen Benz en Mercedes waren vervat. De lauwerkrans is later vervangen door een enkele ring, waarbij de namen werden weggelaten.

## Typeaanduiding automobielen

### Vóór 1993
De typeaanduiding van de Mercedessen gebouwd tussen 1926 en 1993 volgt vrijwel altijd hetzelfde patroon, bestaand uit een getal in de vorm "xx0", eventueel gevolgd door een of meerdere letters. Op de plaats van de "xx0" staat altijd de cilinderinhoud van de motor gedeeld door 10; een Mercedes 180 heeft dus een motor met een inhoud tussen de 1750 en 1849 cc.
De letter(s) na het getal geven altijd aan dat er sprake is van een bijzondere uitvoering van de motor of de carrosserie. In de loop der jaren is een aantal letters gebruikt voor verschillende aanduidingen, zie hieronder.
| Letter | Betekenis(sen) | Aanduiding voor |
| ------ | -------------- | --- |
| C      | Coupe          | Een uitvoering zonder aparte deuren voor de achterpassagiers                                                                 |
| D      | Diesel         | Auto met een dieselmotor |
| E      | Einspritzung   | Een auto met een (benzine-)injectiemotor                                                                                     |
| G      | Gelände        | De Mercedes-terreinwagen |
| H      | Heck           | Een uitvoering met de motor achterin                                                                                         |
| K      | Kurz           | Auto's met een ingekort chassis t.o.v. de normale uitvoering                                                                 |
| K      | Kompressor     | Auto's waarvan de motor is uitgerust met een compressor                                                                      |
| K      | Kompakt        | SL >> SLK GL >> GLK. Compacte versie van een gelijkend model.                                                                |
| L      | Lang           | Auto's met een verlengde carrosserie t.o.v. de normale uitvoering                                                            |
| L      | Leicht         | Auto's die extra licht gebouwd zijn om de prestaties te verbeteren                                                           |
| S      | Sport          | Sportwagen |
| S      | Super          | Om aan te geven dat een auto in een bepaalde eigenschap extreem is: Super-Leicht of Super-Sport                              |
| S      | Sonderklasse   | De auto's van de zogenaamde S-Klasse: de extraluxe uitvoeringen                                                              |
| T      | Kombi          | Een stationwagen-uitvoering: een personenauto met extraverlengde en -verhoogde kofferruimte                                  |
| V      | Vorn           | Een uitvoering met de motor voorin (alleen gebruikt als er ook een variant van de carrosserie bestond met de motor achterin) |

In het geval van de letters die meerdere betekenissen hebben hangt het van de combinatie van letters af welke van de betekenissen gekozen moet worden. Zo staat "300SEL" voor een auto met een drielitermotor, met een extra luxe carrosserie (S), brandstofinjectie (E) en met een met verlengde carrosserie (L), terwijl een "300SL" staat voor een auto met een drielitermotor uit de Sport-Leicht-serie.
Er zijn een paar uitzonderingen op de bovenstaande regels, zoals de Mercedes 600, die een met brandstofinjectie uitgeruste motor van 6,3 liter had en in een standaard- of een verlengde uitvoering geleverd kon worden. Dit zou dus de typeaanduidingen "630E" en "630EL" opleveren, maar op de auto's stond nooit iets anders dan "600".
Ook is er een aantal typen waarbij er een andere motor geleverd kon worden met een andere motorvariant dan gebruikelijk. Dit staat dan aangegeven op de rechterhelft van het kofferdeksel (de normale typeaanduiding staat dan links). Op die manier zijn er bijvoorbeeld de "300SEL 6.3" (de "300SEL" met een 6,3 liter-motor) en de "190E 2.5-16" (de "190E" met een 2,5 liter-motor met 16 kleppen) tot stand gekomen.
Het 190 type (1982-1993) is een uitzondering, daar staat 190 voor een serie en niet voor de motorinhoud.
Nota bene: na 1993 ging men weer terug naar de motorinhoud in het typenummer, bijvoorbeeld c180 = een 1.8 c280 = 2.8 (kleine uitzonderingen daargelaten).
Men gebruikt al heel lang een fabriekstype-nummer voor elk type, bijvoorbeeld: mb 250 uit 1979 is een w123; een mb 350 uit 1977 is een w116.

### Na 1993
In 1993 zijn er twee veranderingen aangebracht in de typeaanduiding van de auto's:
- De koppeling tussen het nummer en de cilinderinhoud is niet meer altijd van toepassing. Zo ligt in bijvoorbeeld de "C 200 CDI" en "C 220 CDI" hetzelfde motorblok met 2148 cc. Er is echter nog wel steeds sprake van een verschil in vermogen tussen de twee motoren, door bijvoorbeeld het toepassen van een andere turbodruk.
- De letters verhuizen van achter naar vóór het getal en geven niet langer de bijzonderheden van een uitvoering weer, maar geven aan in welke klasse het model valt. Zie ook hieronder bij de huidige modellen.

Naast deze veranderingen blijven er ook zaken ongewijzigd: nog steeds staat een specifieke motorvariant aangegeven met een tekst rechts op het kofferdeksel, zoals "Kompressor" of "Turbodiesel".

### 2005 en later
Nadat Mercedes-Benz geplaagd werd door kwaliteitsproblemen, onder andere door storingen in de steeds meer voorkomende elektronica, is beterschap beloofd. Een logische belofte: door de teruglopende technische kwaliteit liepen de verkoopcijfers terug.
De testperiode met voorserieauto's, dus de periode voordat de serieproductie plaatsvindt, zou worden verlengd. Ook zouden er minder modellen geproduceerd worden op een productielijn.

### Interne aanduiding
Naast de bovengenoemde typeaanduidingen, die gebruikt worden in de handelsbenaming van de auto's, gebruikt Mercedes-Benz voor de interne aanduiding van de carrosserievariant een systeem waarin een letter gevolgd wordt door een nummer. De nummers hebben sinds 1946 allemaal drie cijfers; de betekenis van de letters is als volgt:
W = Wagen
S = Stationwagen
R = Roadster
C = Coupé
A = Convertible / Cabriolet
V = Verlengde Limousine
CL = Compacte Limousine
Verder zijn er per type auto soms nog extra aanduidingen die achter het nummer geplaatst worden, zoals de (kleine) letters "a" t/m "d", die in het geval van een cabriolet uit de jaren 40 en 50 het type van de cabriolet aangeven.

## Modellen

### Elektrische voertuigen
Huidige modellen:
EQA · 
EQB · 
EQC · 
EQE (EQE SUV) · 
EQG · 
EQS · 
EQV · 
EQT

### SLR specials
- Mercedes-Benz SLR McLaren
- Mercedes-Benz SLR McLaren Roadster
- Mercedes-Benz SLR McLaren 722 Edition
- Mercedes-Benz SLR McLaren Roadster 722 Edition S
- Mercedes-Benz SLR McLaren Stirling Moss

#### Oudere modellen
- Mercedes-Benz W136-W191 (1931-1953)
- Mercedes-Benz 220 (1952)
- Mercedes-Benz Universal (1964-1969)
- Mercedes-Benz C111 (1969-1979)
- Mercedes-Benz SSK (1929)

### Formule 1 auto's
- Mercedes MGP W01
- Mercedes MGP W02
- Mercedes F1 W03
- Mercedes F1 W04
- Mercedes F1 W05 Hybrid
- Mercedes F1 W06 Hybrid
- Mercedes F1 W07 Hybrid
- Mercedes F1 W08 EQ Power+
- Mercedes F1 W09 EQ Power+
- Mercedes AMG F1 W10 EQ Power+
- Mercedes-AMG F1 W11 EQ Performance

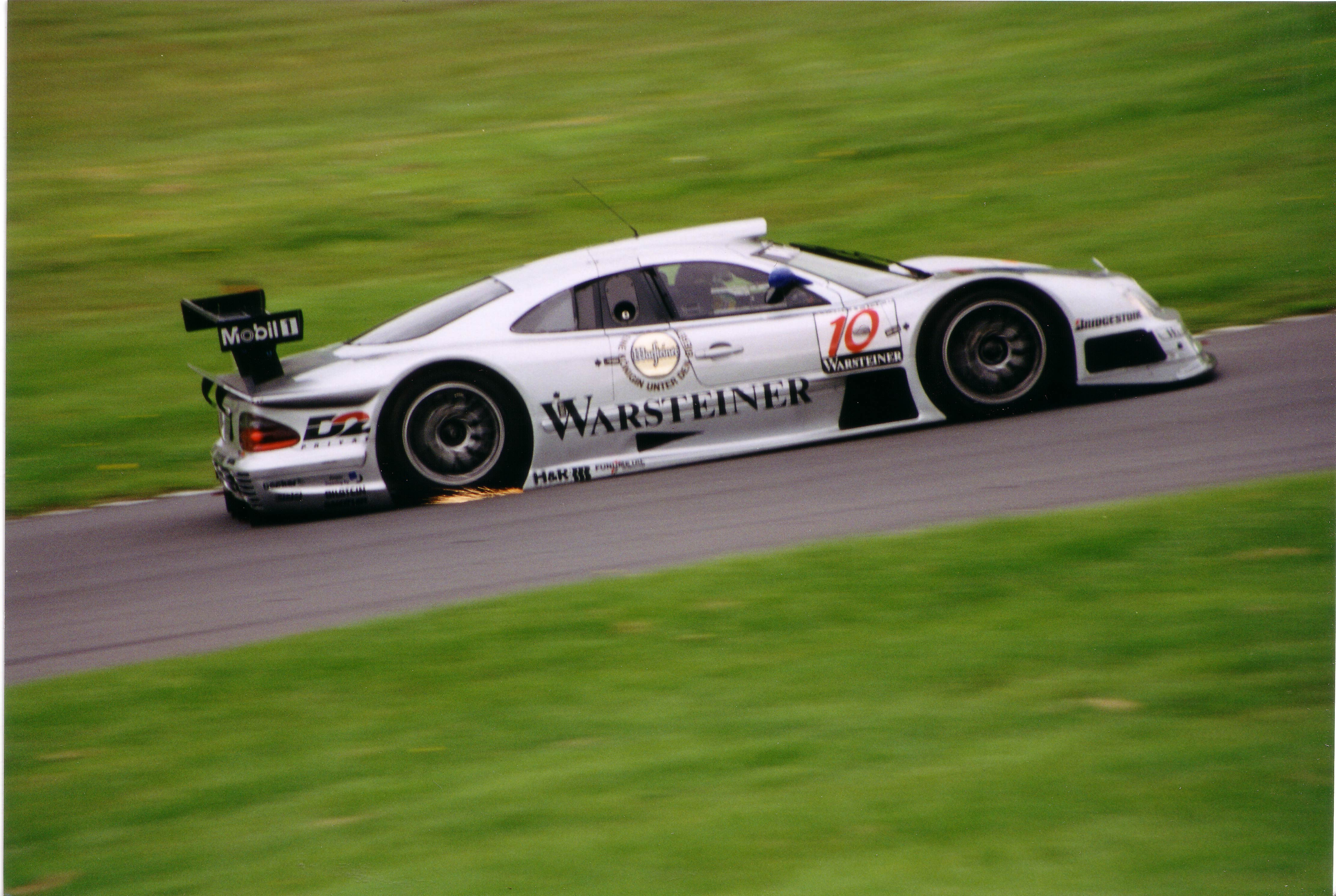
Mercedes-Benz CLK GTR

- Mercedes-AMG F1 W12 E Performance

### Le Mans-prototype's
- Sauber-Mercedes C9
- Mercedes-AMG CLK GTR
- Mercedes-AMG CLK LM

### Vrachtwagens

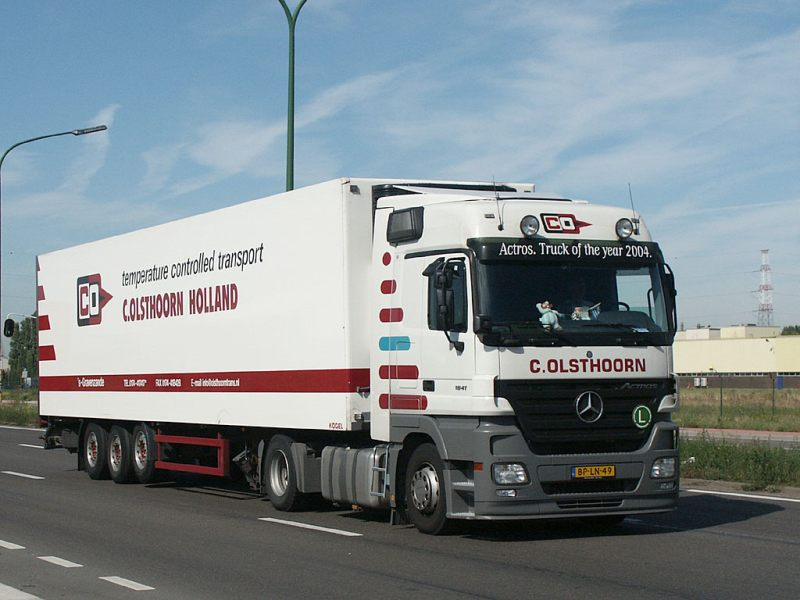
C.Olsthoorn Mercedes-Benz Actros 1841 Megaspace, Euro III, truck van het jaar 2004

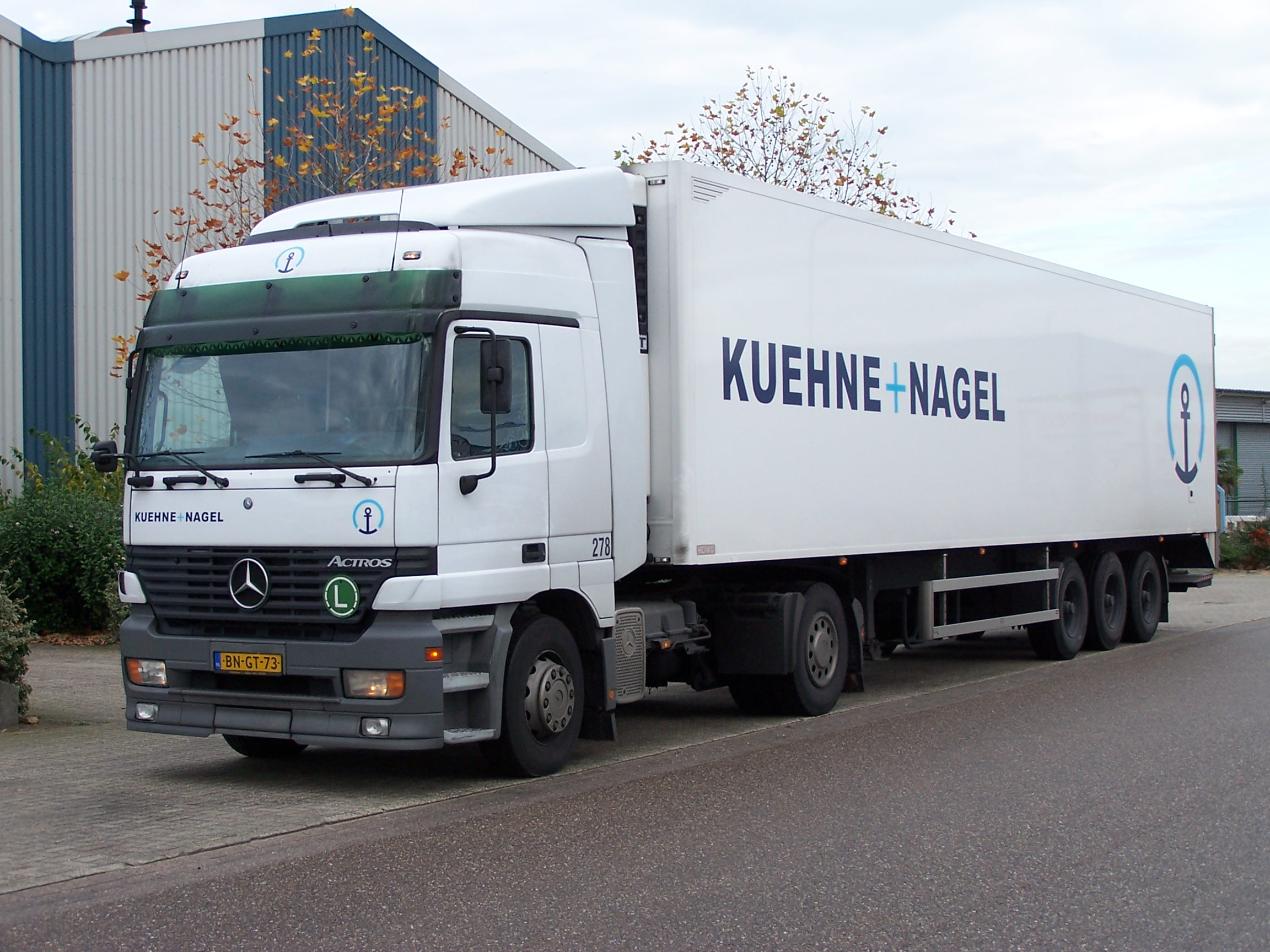
Kuehne + Nagel Mercedes-Benz Actros 1843, Euro III, (1.330.000 km in 4,5 jaar)

- Mercedes-Benz Actros
- Mercedes-Benz Antos
- Mercedes-Benz Axor
- Mercedes-Benz Atego
- Mercedes-Benz Econic
- Mercedes-Benz Unimog
- Mercedes-Benz Arocs

#### Oudere modellen
- Mercedes-Benz L3000

### Bestelwagens
- Mercedes-Benz Citan
- Mercedes-Benz Vito
- Mercedes-Benz Sprinter

#### Oudere modellen
- Mercedes-Benz 170V
- Mercedes-Benz L206D/L207/L306D/L307
- Mercedes-Benz L207D/L208/L307D/L308
- Mercedes-Benz L312
- Mercedes-Benz L319
- Mercedes-Benz L406D/L508D/L608
- Mercedes-Benz L407D
- Mercedes-Benz MB100
- Mercedes-Benz G-Klasse Van
- Mercedes-Benz Vario

### Bussen

#### Minibussen
- Mercedes-Benz Sprinter
- Mercedes-Benz Sprinter City
- Mercedes-Benz Sprinter Transfer
- Mercedes-Benz Sprinter Travel

#### Stadsbussen
- Mercedes-Benz Citaro
- Mercedes-Benz CapaCity

#### Streekbussen
- Mercedes-Benz Citaro Ü
- Mercedes-Benz Integro
- Mercedes-Benz Intouro

#### Touringcars
- Mercedes-Benz Travego
- Mercedes-Benz Tourismo
- Mercedes-Benz Tourino

#### Oudere modellen
- Mercedes-Benz Cito
- Mercedes-Benz Conecto
- Mercedes-Benz Medio
- Mercedes-Benz O302
- Mercedes-Benz O303
- Mercedes-Benz O305
- Mercedes-Benz O307
- Mercedes-Benz O317
- Mercedes-Benz O321H
- Mercedes-Benz O322
- Mercedes-Benz O402
- Mercedes-Benz O405
- Mercedes-Benz O405N
- Mercedes-Benz O407
- Mercedes-Benz O408
- Mercedes-Benz O3500
- Mercedes-Benz O6600

## Diversen
Mercedes-Benz was vroeger een populair merk onder taxichauffeurs en taxibedrijven. Door de slechte betrouwbaarheid van de E-Klasse is het marktaandeel van Mercedes-Benz in de taxibranche aanzienlijk gedaald. Om marktaandeel terug te winnen in de taxibranche heeft men bij de vernieuwing van de E-Klasse in 2006 ongeveer 2000 onderdelen vernieuwd of doorontwikkeld. Opvallend is nog altijd dat veel taxi's van Mercedes-Benz zijn. De andere twee Duitse 'premium'-merken, Audi en BMW, krijgen vooralsnog hier geen voet aan de grond.